# Saraj-Czekurcza
Saraj-Czekurcza (ros. Сарай-Чекурча) – wieś (sieło) w Rosji, w Tatarstanie, w rejonie arskim. W 2010 liczyła 209 mieszkańców.